# ジャングル・クルーズ
『ジャングル・クルーズ』（原題：Jungle Cruise）は、2021年のアメリカ合衆国の冒険映画。ディズニーランドのアトラクション「ジャングルクルーズ」を実写映画化したもので、主演のドウェイン・ジョンソンが製作にも携わっている。
COVID-19パンデミックの影響を受けて、2021年7月30日の劇場公開と同時に、Disney+プレミアアクセスでの同時配信公開も行われた。日本での劇場公開は配信よりも1日早い2021年7月29日となった。

## キャラクター
フランク・ウルフ / フランシスコ・ロペス・デ・エレディア（Frank Wolff / Francisco Lopez de Heredia）
ジャングルを知り尽くしたクルーズ・ツアーの船長。
リリー・ホートン（Lily Houghton）
並外れた行動力を持ち、＜奇跡の花＞を追い求め、ジャングルの中でも勇敢に立ち向かう植物博士。
マクレガー・ホートン（McGregor Houghton）
リリーの弟。
ロペ・デ・アギーレ（Lope de Aguirre）
今作のディズニー・ヴィランズ。呪いにかけられ、ジャングルに囚われた不死の男。
ヨアヒム王子（Prince Joachim）
もう一人のディズニー・ヴィランズ。ドイツ帝国の王子。「月の涙」を手に入れて世界を支配しようと企む。
ニーロ（Nilo Nemolato）
酒場及び船会社経営者。
サム（Trader Sam）
プカ・ミチュナ族の酋長。
サンチョ（Sancho）、メルヒオール（Melchor）、ゴンサロ（Gonzalo）
アギーレの部下。
コディントン（Sir James Hobbs-Coddington）
イギリスの貴族。

## キャスト
| 役名                                                    | 俳優                       | 日本語吹替                                                                                                   |
| ------------------------------------------------------- | -------------------------- | --- |
| フランク・ウルフ / フランシスコ・ロペス・デ・エレディア | ドウェイン・ジョンソン     | 小山力也 |
| リリー・ホートン                                        | エミリー・ブラント         | 木村佳乃 |
| マクレガー・ホートン                                    | ジャック・ホワイトホール   | 斉藤慎二 |
| ロペ・デ・アギーレ                                      | エドガー・ラミレス         | 宮内敦士 |
| ヨアヒム王子                                            | ジェシー・プレモンス       | 小森創介 |
| ニーロ                                                  | ポール・ジアマッティ       | 魚建 |
| サム                                                    | ベロニカ・ファルコン       | 田村聖子 |
| サンチョ                                                | ダニ・ロビラ               | 土田大 |
| メルヒオール                                            | キム・グティエレス         | 高橋大輔 |
| ゴンサロ                                                | ダン・ダーカン・カーター   | 藤井隼 |
| コディントン                                            | アンディ・ナイマン         | 鈴木琢磨 |
| アクセル                                                | フィリップ・マクシミリアン | 佐々木啓夫                                                                                                   |
| ザケウ                                                  | ラフェアル・アレハンドロ   | 齋藤潤 |
| その他                                                  |                            | 堀総士郎 越後屋コースケ 深増祐一 永瀬アンナ 時永ヨウ 高橋雛子 福西勝也 米倉希代子 今泉葉子 菊池康弘 赤坂柾之 |

## 製作

### キャスティングについて
2015年8月9日、ウォルト・ディズニー・ピクチャーズは「ジャングルクルーズ」に基づいた実写映画の製作を開始し、主演をドウェイン・ジョンソンが務めることが発表された。スタッフ陣として、脚本はジョン・レクア、グレン・フィカーラら、製作はジョン・デイヴィス、ジョン・フォックスらが同時に、2017年7月には監督としてジャウム・コレット＝セラが就くことが発表された。2018年1月から6月にかけて、リリー・ホートン役としてエミリー・ブラント、弟のマクレガー・ホートン役としてジャック・ホワイトホール、悪役としてエドガー・ラミレス、ジェシー・プレモンス、キム・グティエレス、”無愛想なハーバーマスター”役としてポール・ジアマッティを起用したことが発表された。2019年1月23日には、音楽としてジェームズ・ニュートン・ハワードが起用された。

### 撮影について
2018年5月14日よりハワイでの撮影が開始されれ、同年9月14日に撮影が終了した。

### LGBT＋のキャラクターについて
ジャック・ホワイトホールが演じるマクレガー・ホートンが同性愛者であることをザ・サンが報じた。ディズニー映画でLGBT＋（性的少数者）のキャラクターが登場することは2010年代から目立ち始め、過去には実写版の『美女と野獣』や『クルエラ』でゲイのキャラクターが出てきている。また、今作のマクレガー・ホートンの役柄の設定には厳しい指摘がなされており、“男らしくなくて、ナヨナヨしてて、愉快なゲイ”という表現が適切ではないとしている。また、公開後はゲイとしての明確な描写がほぼないことへの批判も相次いだ。

## 公開
元々は2019年10月19日に公開予定であった同作は、2020年7月24日まで引き延ばされ、日米同時公開という形となった。しかし、ウォルト・ディズニー・カンパニーは2020年4月4日、2019新型コロナウイルスの影響でアメリカでの公開日を2020年7月24日から2021年7月30日に公開を延期することを発表した。日本での公開も延期すると発表した。
2021年5月14日、アメリカでは劇場公開と同時に定額制動画配信サービスのDisney+プレミアアクセスでも有料配信することをウォルト・ディズニー・カンパニーが発表した。プレミアムアクセスでの視聴はDisney+の会員費に加えて、29.99ドルが必要となる。主演のドウェイン・ジョンソンは自身のInstagramにおいて、「できるだけ安全に、劇場で僕たちの映画をご覧ください。一方で『ジャングル・クルーズ』では、世界中のみなさんが観たいように映画を観られるという、特別な体験と機会でもあります」とのコメントを発表した。
Disney+のサービスは日本でも展開されているが、国内での公開形態について、この時点（2021年5月14日）では未定となっていた。その後、同年6月2日に劇場については1日前倒しさせ、同年7月29日に公開となり、Disney+プレミアアクセスについてはアメリカなどと同様、同年7月30日に有料配信することをウォルト・ディズニー・ジャパンが発表した。
2021年8月2日、世界各地における本作のオープニング興行収入が明らかとなり、北米地域での興行収入は3420万ドル、世界市場（北米含む）での興行収入は推計で6180万ドルだったことが明らかになった。また、Disney+プレミアアクセスにおいての売り上げは全世界で3000万ドル余りに上り、劇場と配信の合計で9000万ドル以上を売り上げたことが判明した。
2021年9月21日、ディズニーは本作品を同年11月12日からDisney+の見放題作品として追加することを発表した。この時点では日本でも同様の対応になるのかは発表していなかったが、日本でも同日から見放題作品の対象になることが同年10月15日にウォルト・ディズニー・ジャパンから発表された。